# Lonely and Blue
Lonely and Blue es el segundo álbum de estudio del músico estadounidense Roy Orbison, publicado por la compañía discográfica Monument Records en 1961. Es el primer trabajo discográfico de Orbison para Monument, después de su salida de Sun Records. A pesar del creciente éxito del músico con sencillos como «Only the Lonely», Lonely and Blue no entró en ninguna lista de éxitos de Billboard.

## Lista de canciones
Todas las canciones compuestas por Roy Orbison y Joe Melson excepto donde se anota.
Cara A
1. "Only the Lonely" - 2:26
2. "Bye Bye Love" (Felice & Boudleaux Bryant) - 2:14
3. "Cry" (Churchill Kohlman) - 2:41
4. "Blue Avenue" - 2:20
5. "I Can't Stop Loving You" (Don Gibson) - 2:43
6. "Come Back To Me (My Love)" - 2:27

Cara B
1. "Blue Angel" - 2:51
2. "Raindrops" (Melson) - 1:53
3. "(I'd Be) A Legend in My Time" (Gibson) - 3:08
4. "I'm Hurtin'" - 2:43
5. "Twenty-Two Days" (Gene Pitney) - 3:07
6. "I'll Say It's My Fault" (Orbison, Fred Foster) - 2:21